# 基洛夫鐵路
基洛夫鐵路（羅馬化：Kirovskaya zheleznaya doroga），1935年以前稱摩爾曼鐵路）是俄羅斯境內的一條鐵路線，連接摩爾曼海岸和摩爾曼斯克與聖彼得堡。
聖彼得堡至摩爾曼斯克之間的距離全長1,448公里，共設52個車站。由於摩爾曼斯克是北冰洋的不凍港，故此鐵路具有重要的軍事戰略意義。
起初鐵路被稱為摩爾曼鐵路，後來以1917年俄國革命發生一年以前布爾什維克傑出的領導人謝爾蓋·米羅諾維奇·基洛夫命名。鐵路在2005年電氣化。